# 大日方欣一
大日方 欣一（おびなた きんいち、1960年12月5日 - ）は、日本の写真評論家、フォトアーキビスト。

## 来歴
東京都生まれ。筑波大学比較文化学類を卒業し、その後同大学院修士を修了。在学中、クリエイティブハウスAKUAKUの活動に参加。
写真関係の執筆・展覧会企画等で活躍。
多摩美術大学映像演劇学科、武蔵野美術大学映像学科、日本写真芸術専門学校、桑沢デザイン研究所などで非常勤講師。武蔵野美術大学造形研究センター客員研究員として、大辻清司アーカイブの編纂事業にとりくむ。映像制作集団とどろきラボ主宰（「大辻清司フォトアーカイブ展」、「実験工房展」、「かたちとシミュレーション：北代省三の写真と実験」展、「新たな系譜学を求めて 跳躍／痕跡／身体」展・武智鉄二コーナー、「LOST "number" UPDATE」展などでの展示映像を制作）。写真の内側外側研究会メンバー（飯田鉄、大山裕と）。年2回夏と冬の公開レクチャー「異色の写真家列伝」を継続（ルーニィ・247フォトグラフィー主催。これまで取り上げたテーマは北代省三、熊谷孝太郎、牛腸茂雄、桑原甲子雄、大辻清司「無言歌」、大辻清司「実験室」、アーウィン・ブルーメンフェルド、長船恒利、アルフレッド・スティーグリッツ）。2013年、世田谷美術館区民ギャラリーで「影像2013」展を企画。2015年4月から九州産業大学芸術学部写真映像学科で専任。

## 主要編著書
- 世界の写真家101（多木浩二・大島洋・編、新書館、1997年、執筆者の1人。リチャード・アヴェドン、ベレニス・アボット、P. H. エマーソン、イモージェン・カニンハム、ジョエル・スターンフェルド、エドワード・スタイケン、フォックス・タルボット、ヒル&アダムソン、ロジャー・フェントン、リー・フリードランダー、E. J. ベロック、ドロシア・ラング、ジェイコブ・リースおよび「グラフ雑誌」の14項目について執筆）
- 写真の歴史（ナオミ ローゼンブラム、美術出版社、1998年）日本語版監修・飯沢耕太郎、翻訳・大日方欣一+森山朋絵+増田玲+井口壽乃+浅沼敬子
- 大辻清司の仕事1946‐1999（大日方欣一・モール写真パラダイムパラダイス研究所・2000年）
- カラー版 世界写真史（飯沢耕太郎監修、美術出版社、2004年、執筆・飯沢耕太郎+大日方欣一+深川雅文+井口壽乃+増田玲+倉石信乃+森山朋絵）
- 大辻清司の写真―出会いとコラボレーション（大日方欣一+光田由里・編、フィルムアート社、2007年）
- 日本の写真家101（飯沢耕太郎編、新書館、2008年、執筆者の1人。大辻清司、内藤正敏、山田脩二、土田ヒロミ、沢渡朔、藤原新也、倉田精二、牛腸茂雄、十文字美信の9名につき執筆）
- 大辻清司「具体1956-1957」をめぐって（共編、東京パブリッシングハウス、2011年）
- 今井祝雄 タイムコレクション（今井祝雄著、大日方欣一構成・テキスト、水声社、2015年）
- 榎倉康二 予兆（東京パブリッシングハウス＋熊谷伊佐子＋大日方欣一・編、東京パブリッシングハウス、2015年）
- 大辻清司 武蔵野美術大学 美術館・図書館 所蔵作品目録（監修・大日方欣一、編集・村井威史、デザイン・佐藤篤司、2016年）